# 马来亚银行大厦 (新加坡)
马来亚银行大厦（英語：Maybank Tower）位於新加坡萊佛士坊百得利路2號，是马来亚银行新加坡分行的總部；由於位處魚尾獅後方，經常出現於新加坡明信片之上，是新加坡地標。

## 相關條目

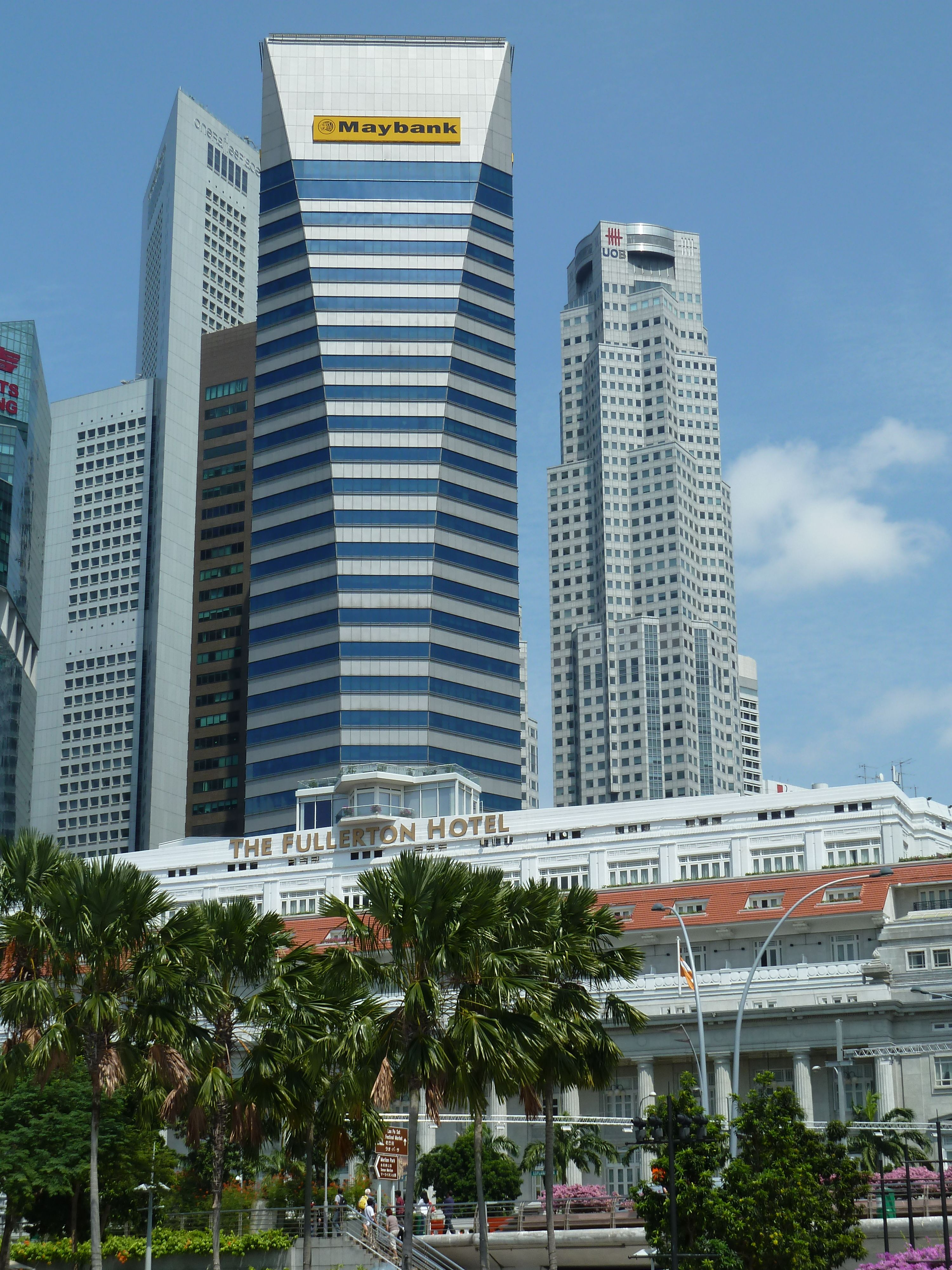
馬來亞銀行大廈（前方白色建築物為浮爾頓酒店）